# Rosmunda (Alfieri)
Rosmunda è una tragedia di Vittorio Alfieri. Alfieri stesso scrisse nella sua Vita che questa tragedia venne ideata nel 1779; nello stesso anno ci fu una prima stesura, mentre la verseggiatura risale al 1780.
Si tratta di una tragedia basata su antecedenti storici reali, ma le vicende che vengono narrate sono frutto dell'invenzione dell'autore. Alfieri si disse in seguito perplesso sulla scelta di ricorrere a un soggetto del tutto inventato: «Credo oltre ciò, che sia anche mal fatto di volere interamente inventare il soggetto d'una tragedia; perché il fatto non essendo noto a nessuno, non può acquistarsi quella venerazione preventiva, ch'io credo quasi necessaria, massimamente nel cuore dello spettatore affinch'egli si presti alla illusion teatrale».
Alfieri descrisse così i personaggi della tragedia: Rosmunda «è un carattere di una singolare ferocia, ma pure non in verisimile, visti i tempi: e forse non del tutto indegna di pietà [...] se si pon mente alle crudeltà infinite a lei usate da altri»; Almachilde è «un carattere veramente tragico, in quanto egli è colpevole ed innocente quasi ad un tempo; ingiusto ed ingrato per passione, ma giusto e magnanimo per natura; ed in tutto, e sotto vari aspetti, fortissimamente appassionato sempre, e molto innalzato dall'amor suo»; Romilda «mi pare che faccia un contrasto molto vivo e tenero con la ferocia di Rosmunda: ed ella mi par calda quanto basti»; Ildovaldo «è un perfetto amatore e un sublime guerriero. Le tinte del suo carattere hanno però un non so che di ondeggiante fra i costumi barbari dei suoi tempi, e il giusto illuminato pensare dei posteriori»..  L'autore sembrava piuttosto soddisfatto del risultato ottenuto: «Mi risulta dal tutto, che questa tragedia è la prima di quattro soli personaggi, in cui all'autore sia riuscito di creare quattro attori diversi tutti, tutti egualmente operanti, agitati tutti da passioni fortissime, che tutte s'incalzano e si urtano e s'inceppan fra loro».
L'idea della scena finale, in cui i due amanti di Romilda vedono la giovane soccombere sotto i colpi di Rosmunda, è  presa in parte dal romanzo Mémoires d'un homme de qualité, di Prévost.

## Trama
Rosmunda era figlia di Cunimondo, re dei Gepidi, e sposò Alboino, re dei Longobardi, dopo che questi ebbe sconfitto suo padre, che cadde in battaglia nel 567. Seguendo il barbaro costume dell'epoca, Alboino fece trasformare il teschio di Cunimondo in una tazza. Anni dopo, durante un solenne banchetto, Alboino bevve a questa tazza, poi volle che facesse lo stesso la moglie, per bere con il proprio padre. Per vendicarsi di questa brutalità Rosmunda,  aiutata da Almachilde, scudiero del re, uccise Alboino e si impadronì del trono, sposando lo stesso Almachilde. Alboino lasciò una figlia, Romilda, avuta da un precedente matrimonio. Questi avvenimenti costituiscono l'antefatto della tragedia.
Nella tragedia, si vedono Almachilde e un suo fedele, Ildovaldo, innamorarsi entrambi di Romilda, che poi viene uccisa dalla gelosa Rosmunda.

### Atto I
La prima scena rappresenta l'ostilità tra Romilda e Rosmunda: la prima odia l'assassina del proprio padre, mentre la seconda vede in Romilda la figlia di chi sterminò la propria famiglia. Rosmunda inoltre sospetta che il proprio marito Almachilde sia innamorato di Romilda. Giunge Almachilde stesso, dopo che Romilda è partita, e annuncia di avere ottenuto una vittoria sui nemici, grazie al prezioso aiuto del fedele seguace Ildovaldo. Rosmunda propone di dare Romilda in sposa al loro alleato Alarico, e le repliche confuse di Almachilde accrescono i suoi sospetti.

### Atto II
Almachilde ringrazia Ildovaldo del suo sostegno. Quando gli chiede cosa desidera come ricompensa, Ildovaldo chiede la mano di Romilda, che ama profondamente, e supplica di convincere Rosmunda ad acconsentire alle nozze. Romilda, sopraggiunta, si lamenta del proprio destino, ma Almachilde ed Ildovaldo le promettono il loro aiuto. Rosmunda si unisce a loro, e si mostra fortemente determinata a liberarsi di Romilda.
Ildovaldo e Romilda, restati soli, si rivelano il loro reciproco amore, e Ildovaldo rinnova la promessa di salvare Romilda.

### Atto III
Almachilde, durante una conversazione con Romilda, le rivela la propria passione per lei, ma la giovane respinge i suoi approcci. Giunge Rosmunda e trova Almachilde inginocchiato ai piedi di Romilda. Romilda confessa orgogliosamente il proprio amore per Ildovaldo, e il disprezzo e l'odio sia per Almachilde che per Rosmunda, che si scambiano amari rimproveri dopo che ella li lascia soli. Rosmunda poi cerca un alleato in Ildovaldo, rivelandogli la passione provata da Almachilde e promettendogli che gli lascerà Romilda, se la aiuterà a vendicarsi del marito.

### Atto IV
Ildovaldo organizza con Romilda la loro fuga per la notte stessa. Ma giunge Almachilde, seguito dai propri soldati, proclama il proprio amore per Romilda e sfida Ildovaldo a duello. Quest'ultimo rifiuta la proposta con disprezzo, e Almachilde lo fa portare via imprigionato.
Quando Almachilde rivede Romilda le ripete il proprio amore, e si offre di fare tutto ciò che è in suo potere per essere accettato, anche di lasciarle il trono come forma di espiazione delle proprie colpe.

### Atto V
Romilda cerca di salvare Ildovaldo narrando a Rosmunda il comportamento di Almachilde, e Rosmunda, in cerca di vendetta, promette di liberare il prigioniero. Lo fa quindi rilasciare, nella certezza che egli ucciderà Almachilde. Ildovaldo invece si preoccupa dapprima di sottrarre Romilda al controllo di Rosmunda.
Appare Almachilde trionfante, dopo che le sue truppe hanno facilmente annientato i seguaci di Ildovaldo, abbandonati dal loro capo. Almachilde dice che risparmierà la vita di Ildovaldo, memore del fatto che poco tempo prima è stato Ildovaldo a salvare la sua.
Rosmunda fa posare la spada al marito e ne licenzia i soldati, chiamando al contempo un gruppo di propri seguaci. Dopo avere amaramente proclamato il proprio trionfo, ella pugnala Romilda, davanti ai suoi due amanti inorriditi. Ildovaldo, visto vano il suo tentativo di uccidere la regina, pugnala se stesso. Mentre cala il sipario, Almachilde e Rosmunda si giurano reciprocamente vendetta:
Almachilde: Io vendicarla giuro.
Rosmunda: Ho il ferro ancor; trema: or principia appena
la vendetta, che compiere in te giuro.»

## Edizioni
- Vittorio Alfieri, Tragedie, Sansoni, Firenze 1985.